# Champcevinel
Champcevinel est une commune française située dans le département de la Dordogne, en région Nouvelle-Aquitaine.

## Géographie

### Généralités
Incluse dans l'unité urbaine de Périgueux, la commune de Champcevinel est située au nord de l'agglomération périgourdine. Son bourg est seulement distant de quatre kilomètres du centre-ville de Périgueux.
Champcevinel constitue la banlieue immédiate de Périgueux, au nord, entre les routes départementales 3 (la route d'Agonac) et 8 (la route de Paris).
Entre Trélissac à l'est et la partie rurale de Périgueux à l'ouest le sentier de grande randonnée GR 36 traverse le territoire communal sur six kilomètres et demi. À l'est, il fait tronçon commun avec le GR 654 et, au bourg de Champcevinel, ce dernier oblique vers le sud en direction du site universitaire de Périgueux.

### Communes limitrophes
Champcevinel est limitrophe de cinq autres communes. À l'ouest, le territoire de Chancelade est distant de moins de 300 mètres.
|                  | Agonac       | Cornille  |
| Château-l'Évêque | Champcevinel | Trélissac |
|                  | Périgueux    |           |

### Géologie et relief

#### Géologie
Situé sur la plaque nord du Bassin aquitain et bordé à son extrémité nord-est par une frange du Massif central, le département de la Dordogne présente une grande diversité géologique. Les terrains sont disposés en profondeur en strates régulières, témoins d'une sédimentation sur cette ancienne plate-forme marine. Le département peut ainsi être découpé sur le plan géologique en quatre gradins différenciés selon leur âge géologique. Champcevinel est située dans le troisième gradin à partir du nord-est, un plateau formé de calcaires hétérogènes du Crétacé.
Les couches affleurantes sur le territoire communal sont constituées de formations superficielles du Quaternaire et de roches sédimentaires datant pour certaines du Cénozoïque, et pour d'autres du Mésozoïque. La formation la plus ancienne, notée c2c, date du Turonien moyen à supérieur, composée de calcaires cryptocristallins, calcaires gréseux à rudistes et marnes à huîtres et à rhynchonelles. La formation la plus récente, notée CFp, fait partie des formations superficielles de type colluvions indifférenciées de versant, de vallon et plateaux issues d'alluvions, molasses, altérites. Le descriptif de ces couches est détaillé dans  les feuilles « no 758 - Périgueux (ouest) » et « no 759 - Périgueux (est) » de la carte géologique au 1/50 000 de la France métropolitaine, et leurs notices associées,.

Carte géologique de Champcevinel.

#### Relief et paysages

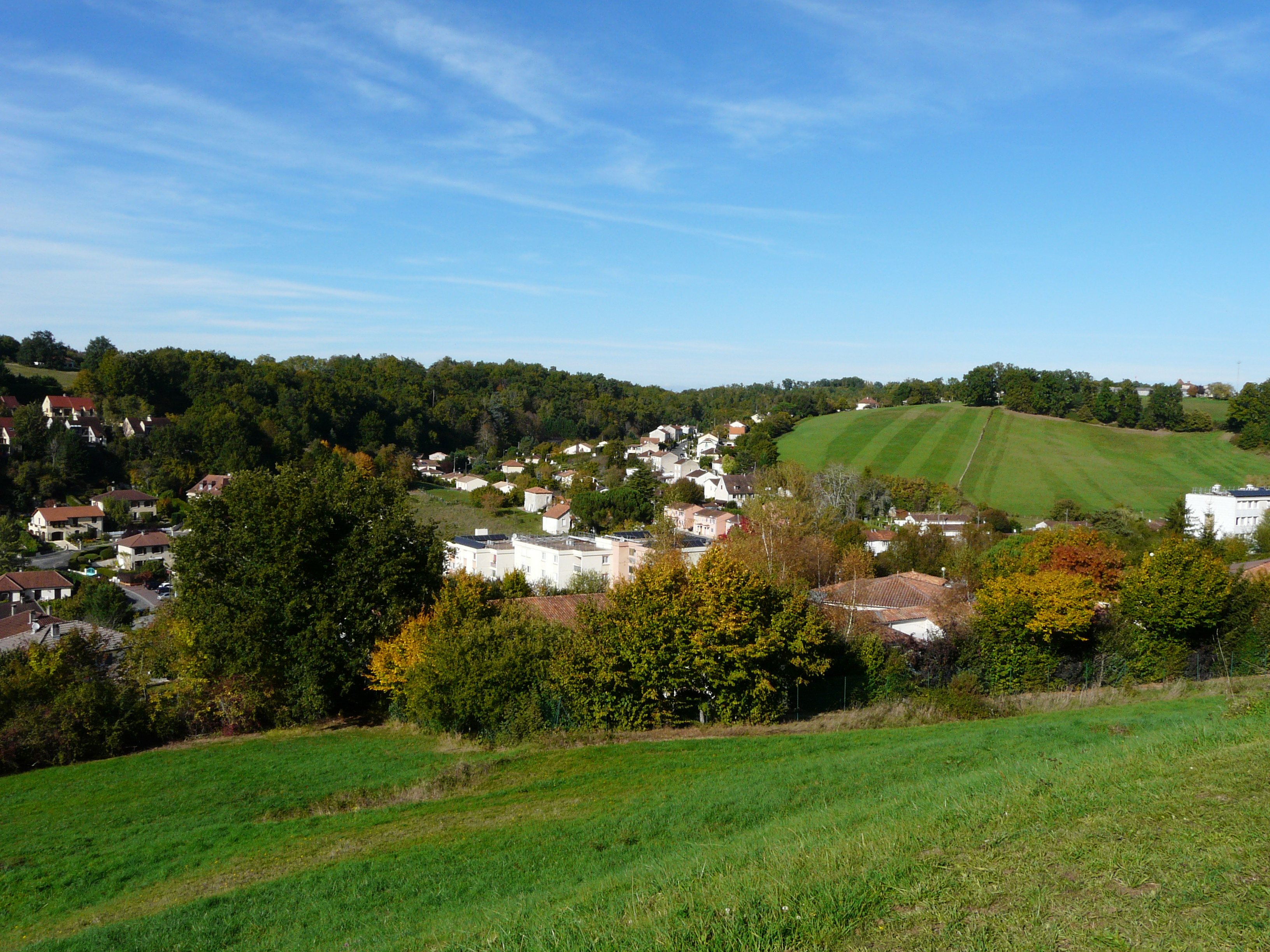
Vue sur le quartier des Mazades depuis l'hôpital de Périgueux.

Le département de la Dordogne se présente comme un vaste plateau incliné du nord-est (491 m, à la forêt de Vieillecour dans le Nontronnais, à Saint-Pierre-de-Frugie) au sud-ouest (2 m à Lamothe-Montravel). L'altitude du territoire communal varie quant à elle entre 86 m et 237 m,.
Dans le cadre de la Convention européenne du paysage entrée en vigueur en France le 1er juillet 2006, renforcée par la loi du 8 août 2016 pour la reconquête de la biodiversité, de la nature et des paysages, un atlas des paysages de la Dordogne a été élaboré sous maîtrise d’ouvrage de l’État et publié en octobre 2020. Les paysages du département s'organisent en huit unités paysagères et 14 sous-unités. La commune fait partie du Périgord central, un paysage vallonné, aux horizons limités par de nombreux bois, plus ou moins denses, parsemés de prairies et de petits champs.
La superficie cadastrale de la commune publiée par l'Insee, qui sert de référence dans toutes les statistiques, est de 17,72 km2,,. La superficie géographique, issue de la BD Topo, composante du Référentiel à grande échelle produit par l'IGN, est quant à elle de 18,34 km2.

### Hydrographie

#### Réseau hydrographique
La commune est située dans le bassin de la Dordogne au sein du Bassin Adour-Garonne. Elle est drainée à l'ouest par un petit cours d'eau, affluent de rive droite du ruisseau du Toulon et sous-affluent de l'Isle, qui constitue un réseau hydrographique de 3,6 km de longueur totale,.

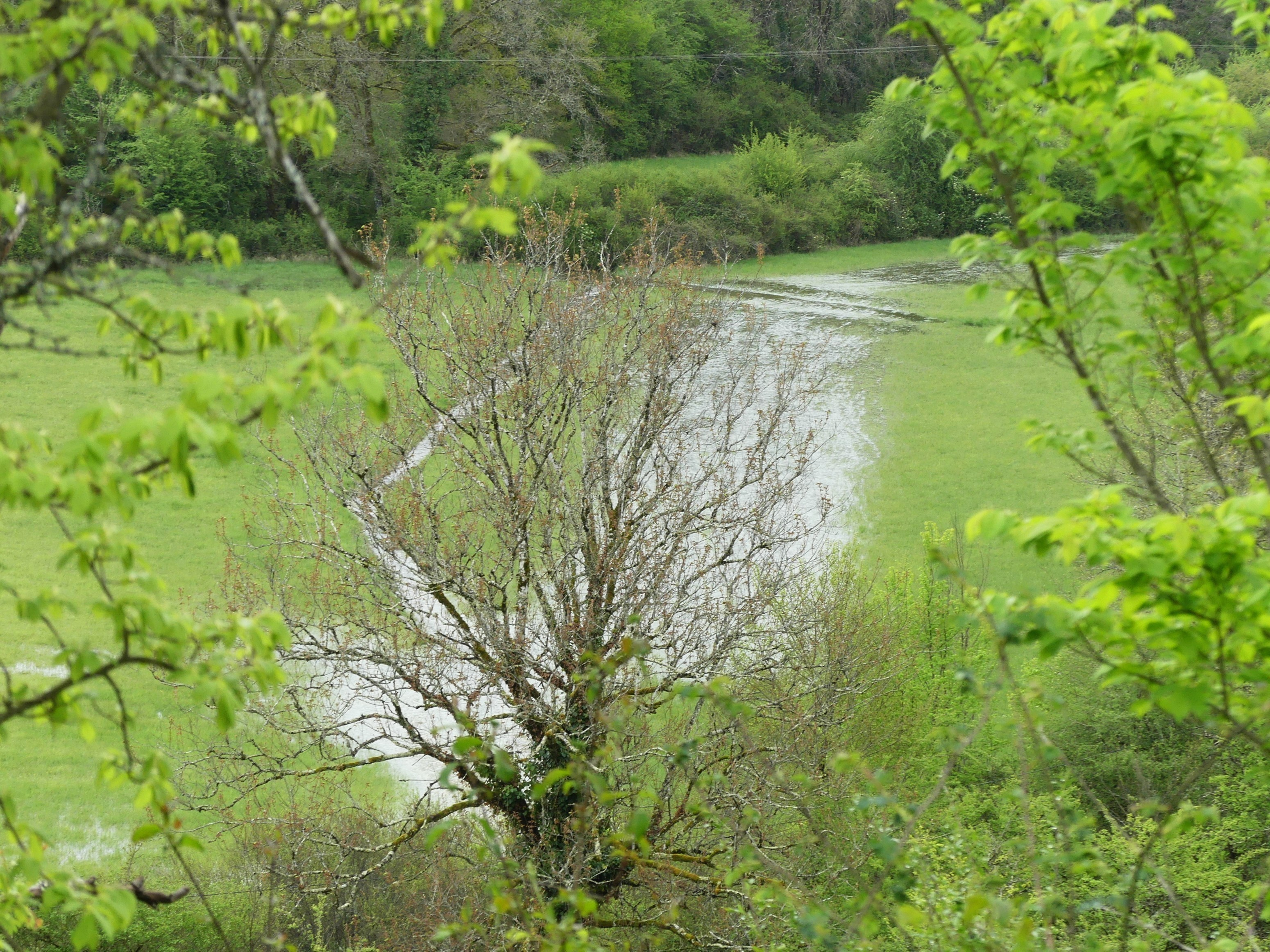
Le ruisseau en crue au lieu-dit la Combe, 200 mètres en aval de sa source..
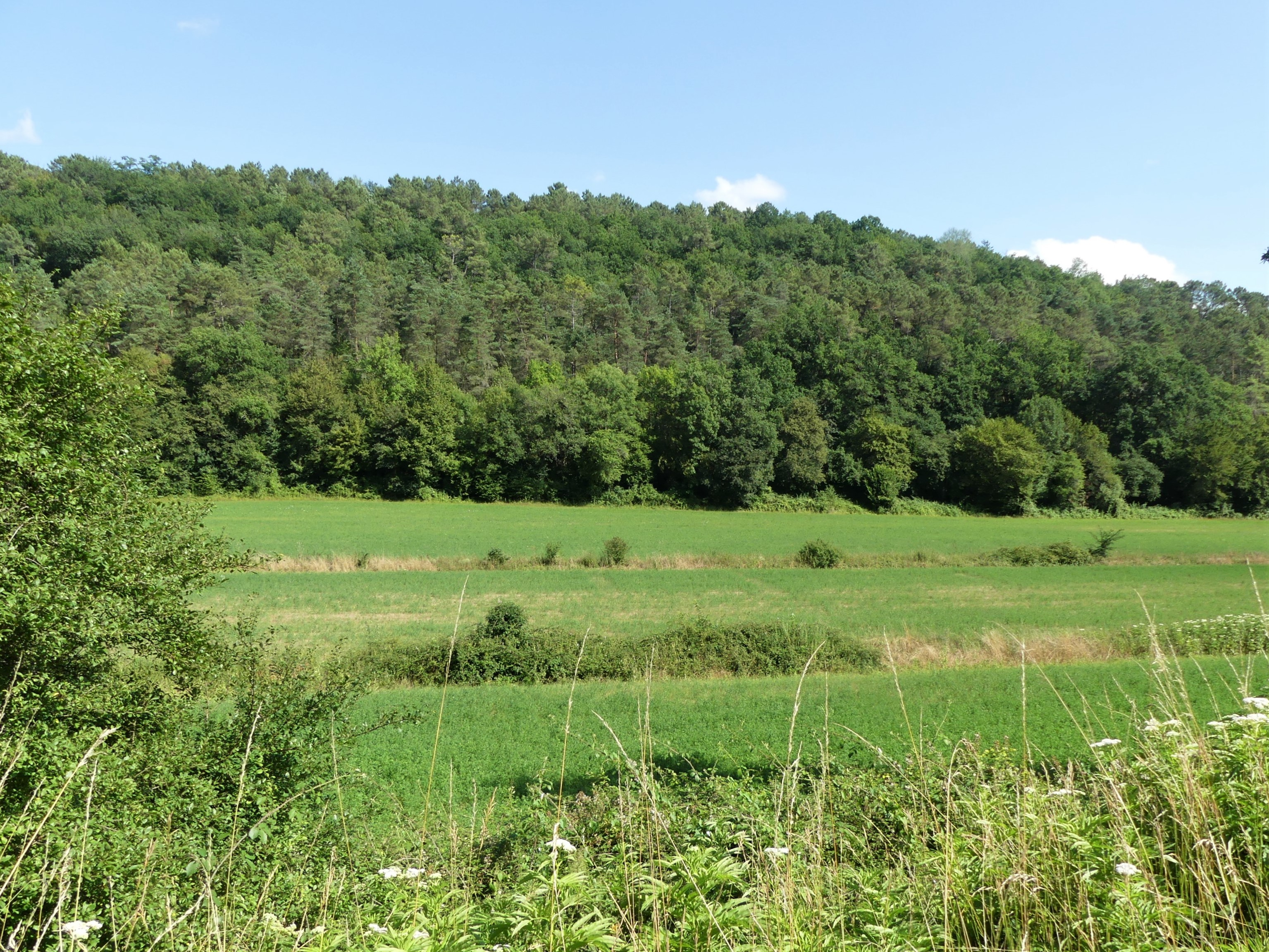
Au sud du lieu-dit Foncrose, le vallon du ruisseau en bordure de la route départementale 3.
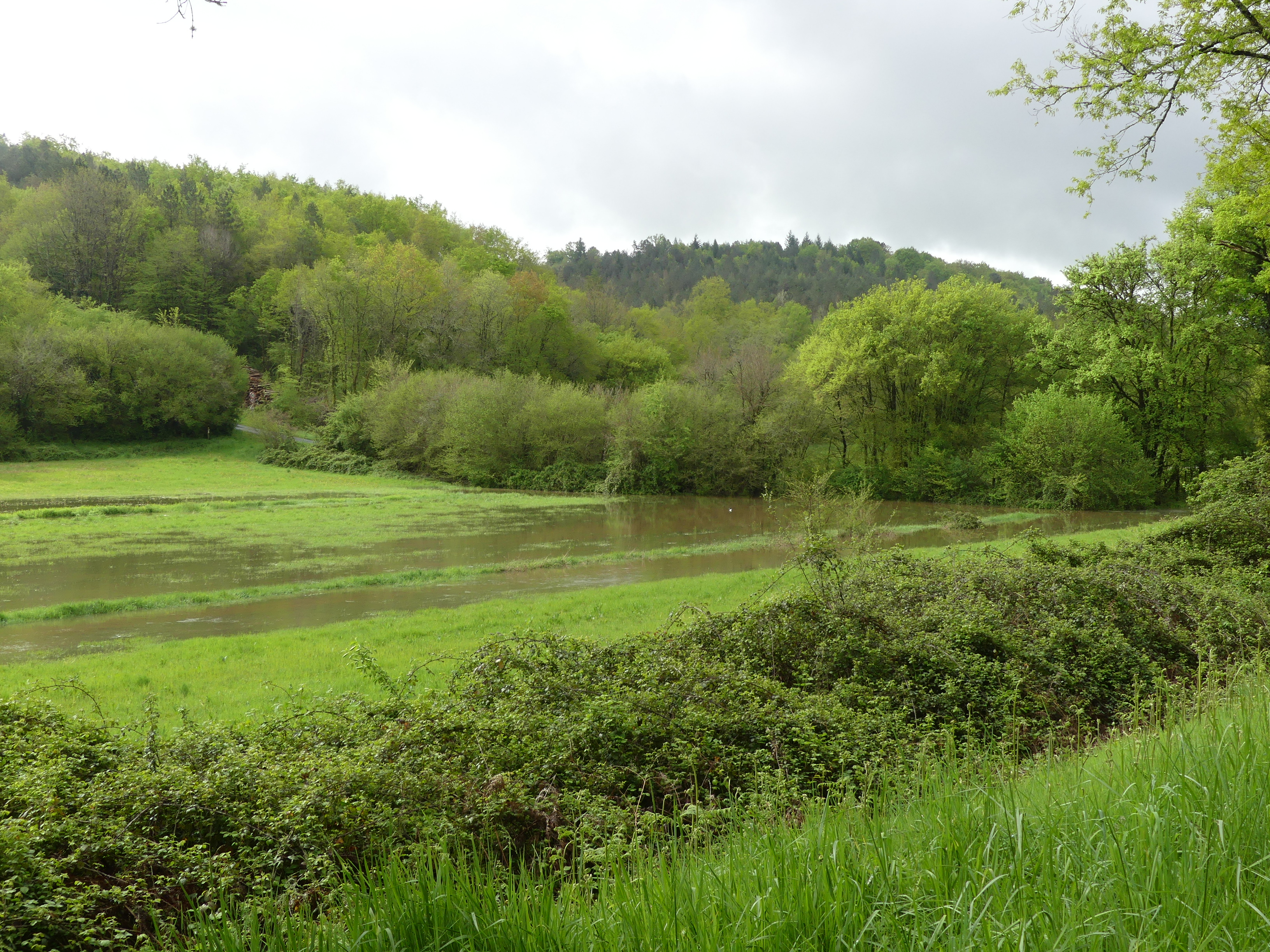
Le même ruisseau en période de crue, un peu plus en aval.
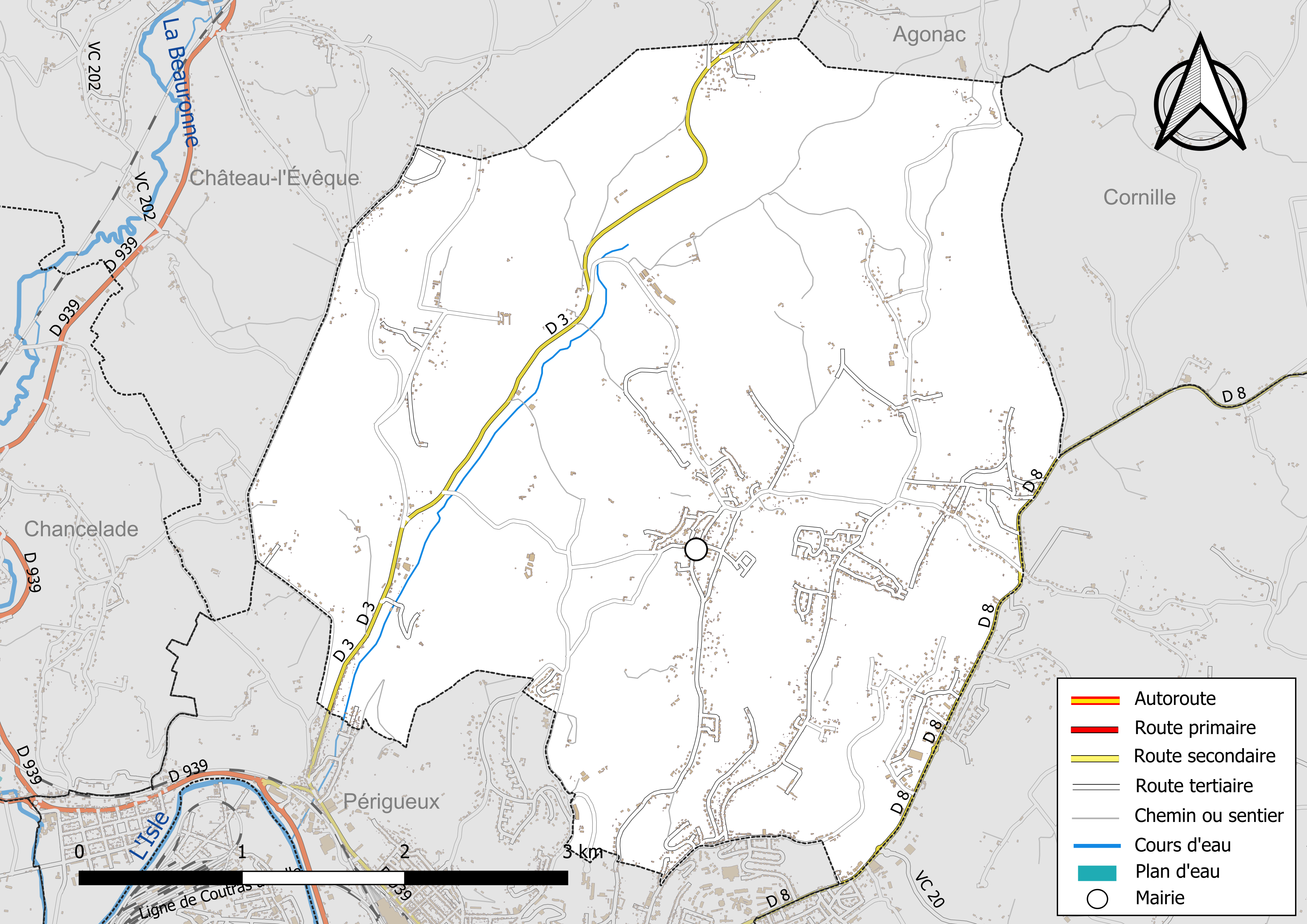
Réseaux hydrographique et routier de Champcevinel.

#### Gestion et qualité des eaux
Le territoire communal est couvert par le schéma d'aménagement et de gestion des eaux (SAGE) « Isle - Dronne ». Ce document de planification, dont le territoire regroupe les bassins versants de l'Isle et de la Dronne, d'une superficie de 7 500 km2, a été approuvé le 2 août 2021. La structure porteuse de l'élaboration et de la mise en œuvre est l'établissement public territorial de bassin de la Dordogne (EPIDOR). Il définit sur son territoire les objectifs généraux d’utilisation, de mise en valeur et de protection quantitative et qualitative des ressources en eau superficielle et souterraine, en respect des objectifs de qualité définis dans le troisième SDAGE  du Bassin Adour-Garonne qui couvre la période 2022-2027, approuvé le 10 mars 2022.
La qualité des eaux de baignade et des cours d’eau peut être consultée sur un site dédié géré par les agences de l’eau et l’Agence française pour la biodiversité.

### Climat
Pour des articles plus généraux, voir Climat de la Nouvelle-Aquitaine et Climat de la Dordogne.
En 2010, le climat de la commune est de type climat océanique altéré, selon une étude s'appuyant sur une série de données couvrant la période 1971-2000. En 2020, Météo-France publie une typologie des climats de la France métropolitaine dans laquelle la commune est toujours exposée à un climat océanique altéré et est dans la région climatique  Aquitaine, Gascogne, caractérisée par une pluviométrie abondante au printemps, modérée en automne, un faible ensoleillement au printemps, un été chaud (19,5 °C), des vents faibles, des brouillards fréquents en automne et en hiver et des orages fréquents en été (15 à 20 jours).
Pour la période 1971-2000, la température annuelle moyenne est de 12,1 °C, avec  une amplitude thermique annuelle de 15,3 °C. Le cumul annuel moyen de précipitations est de 968 mm, avec 12,9 jours de précipitations en janvier et 6,7 jours en juillet. Pour la période 1991-2020, la température moyenne annuelle observée sur la station météorologique la plus proche, située sur la commune de Coulounieix-Chamiers à 4 km à vol d'oiseau, est de 13,1 °C et le cumul annuel moyen de précipitations est de 912,2 mm,. Pour l'avenir, les paramètres climatiques de la commune estimés pour 2050 selon différents scénarios d’émission de gaz à effet de serre sont consultables sur un site dédié publié par Météo-France en novembre 2022.

## Urbanisme

### Typologie
Au 1er janvier 2024, Champcevinel est catégorisée ceinture urbaine, selon la nouvelle grille communale de densité à 7 niveaux définie par l'Insee en 2022.
Elle appartient à l'unité urbaine de Périgueux, une agglomération intra-départementale dont elle est une commune de la banlieue,. Par ailleurs la commune fait partie de l'aire d'attraction de Périgueux, dont elle est une commune de la couronne,. Cette aire, qui regroupe 49 communes, est catégorisée dans les aires de 50 000 à moins de 200 000 habitants,.

### Occupation des sols
L'occupation des sols de la commune, telle qu'elle ressort de la base de données européenne d’occupation biophysique des sols Corine Land Cover (CLC), est marquée par l'importance des forêts et milieux semi-naturels (51,2 % en 2018), une proportion sensiblement équivalente à celle de 1990 (51 %). La répartition détaillée en 2018 est la suivante : 
forêts (48,9 %), zones agricoles hétérogènes (31,3 %), zones urbanisées (12,9 %), terres arables (2,3 %), milieux à végétation arbustive et/ou herbacée (2,2 %), cultures permanentes (1,9 %), prairies (0,4 %). L'évolution de l’occupation des sols de la commune et de ses infrastructures peut être observée sur les différentes représentations cartographiques du territoire : la carte de Cassini (XVIIIe siècle), la carte d'état-major (1820-1866) et les cartes ou photos aériennes de l'IGN pour la période actuelle (1950 à aujourd'hui).

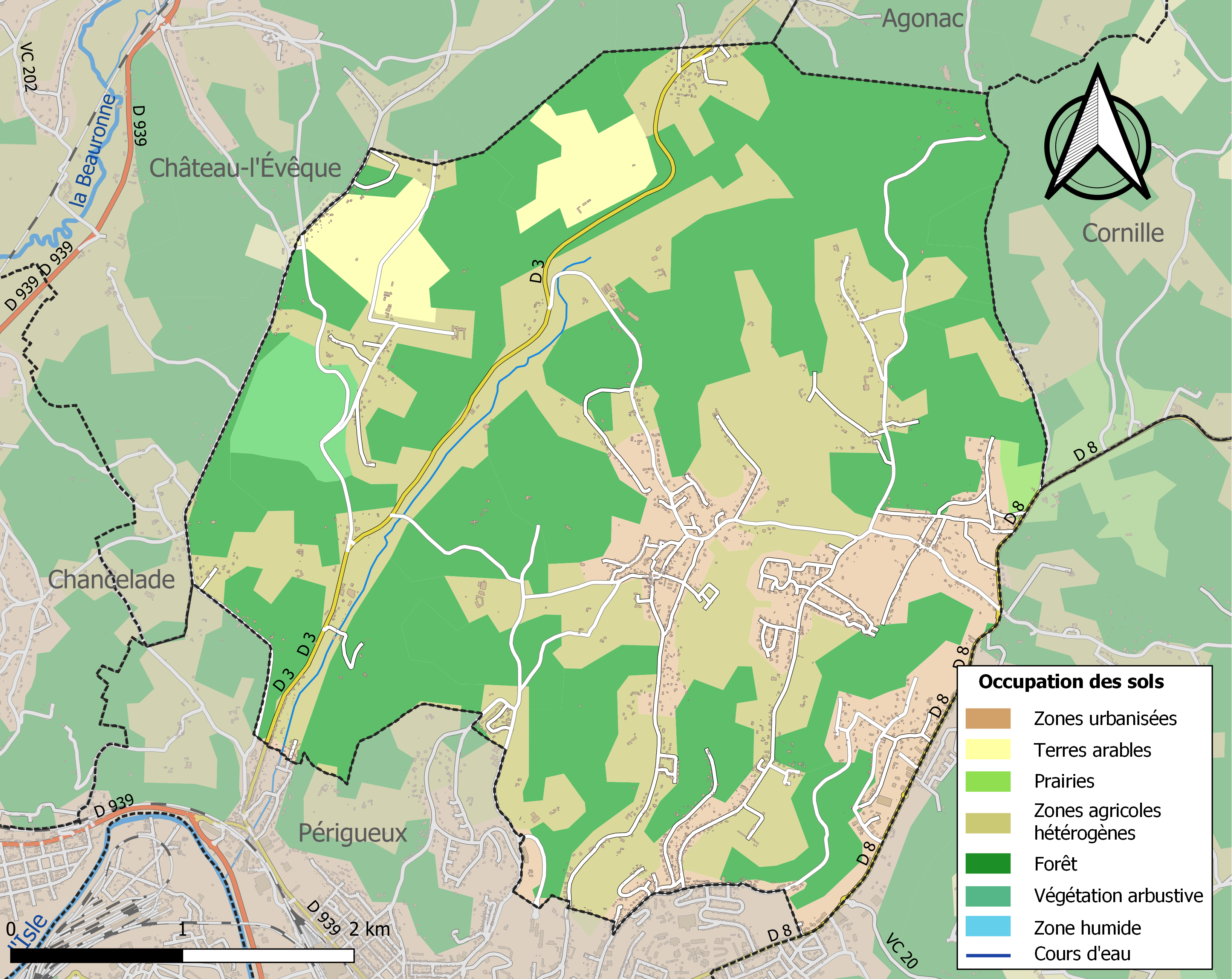
Carte des infrastructures et de l'occupation des sols de la commune en 2018 (CLC).

### Prévention des risques
Un plan de prévention des risques naturels (PPRN) a été approuvé en 2004 pour Champcevinel, dont l'ensemble des coteaux est exposé aux risques de mouvements de terrain et de retrait-gonflement des sols argileux,.

## Toponymie
La première mention écrite connue du lieu se trouve dans un pouillé du XIIIe siècle sous la forme Chansavinel. On trouve ensuite les graphies Campi Savinelli en 1243, Champsavinel en 1303, Chamsevineau en 1330, Campus Savinelli en 1381, Chantavinel en 1483 et Champsevinel en 1774. Sur la carte de Cassini représentant la France entre 1756 et 1789, le village est identifié sous le nom de Champ le Vinel.
Le nom est formé de « champ » qui en occitan signifie « champ, terre » et de « Sabinel » qui est un diminutif de Sabin, lui-même dérivé d'un nom de personne romaine, Sabinus. L'ensemble correspond à la « terre de Sabinel » ou au « domaine de Sabinel ».
En occitan, la commune porte le nom de Champ Savineu.

## Histoire
Les pierres taillées recueillies sur de nombreux sites de la commune prouvent que des hommes y ont séjourné aux époques paléolithique et néolithique, même si aucune preuve d'une implantation permanente n'a été découverte.
Au XIIe siècle, les chanoines de l'église de la Cité possèdent la seigneurie de Champcevinel et les bories qui s'y trouvent (la « borie » qui signifie « maison des bœufs » est une ferme riche). Ces bories sont rachetées au XVIe siècle par de riches bourgeois qui laisseront des châteaux placés sur des sites magnifiques : les plus prestigieux, Borie-Brut et Borie-Petit, sont aménagés en centres de loisirs et d'équitation.
Située près du centre-ville de Périgueux, la commune a connu une explosion démographique dans les années 1980. De nombreux équipements et aménagements ont accompagné cette évolution, maîtrisée dans le cadre d'une opération « greffe de village ».

## Politique et administration

### Rattachements administratifs
La commune de Champcevinel a été rattachée, dès 1790, au canton de Périgueux qui dépendait du district de Perigueux. Les districts sont supprimés en 1795. Le canton est rattaché à l'arrondissement de Périgueux en 1800. Celui-ci est scindé en trois en 1973 et Champcevinel fait partie du nouveau canton de Périgueux-Nord-Est.
Dans le cadre de la réforme de 2014 définie par le décret du 21 février 2014, ce canton disparaît aux élections départementales de mars 2015. La commune est alors rattachée au canton de Trélissac.

### Intercommunalité
Le 1er janvier 2000, elle intègre dès sa création la communauté d'agglomération périgourdine. Celle-ci disparaît le 31 décembre 2013, remplacée au 1er janvier 2014 par une nouvelle intercommunalité élargie : Le Grand Périgueux.

### Administration municipale
La population de la commune étant comprise entre 2 500 et 3 499 habitants au recensement de 2017, vingt-trois conseillers municipaux ont été élus en 2020,.

### Liste des maires
| Période                                  | Période   | Identité                   | Étiquette | Qualité                               |
| ---------------------------------------- | --------- | -------------------------- | --------- | ------------------------------------- |
| Les données manquantes sont à compléter. |           |                            |           |                                       |
| 1800                                     | 1803      | Lagarde                    |           |                                       |
| 1803                                     | 1817      | Montagut                   |           |                                       |
| 1817                                     | 1818      | De Sanzillon               |           |                                       |
| 1818                                     | 1819      | Guichard                   |           |                                       |
| 1819                                     | 1820      | Bleynie-Linard             |           |                                       |
| 1820                                     | 1831      | Félix de Cremoux           |           |                                       |
| 1831                                     | 1831      | Mathieu Dauriac            |           |                                       |
| 1831                                     | 1835      | Brou-Laurelie Pierre Front |           |                                       |
| 1835                                     | 1841      | Louis de Sanzillon         |           |                                       |
| 1841                                     | 1872      | Félix de Cremoux           |           |                                       |
| 1872                                     | 1900      | Étienne Durand             |           |                                       |
| 1900                                     | 1904      | Montagut                   |           |                                       |
| 1904                                     | 1919      | De Chasteigner             |           |                                       |
| 1919                                     | mai 1945  | Tanneux                    |           |                                       |
| mai 1945                                 | mars 1977 | Simonet                    |           |                                       |
| mars 1977                                | mars 2001 | Pierre Bernardin           | PCF       |                                       |
| mars 2001 (réélu en mai 2020)            | En cours  | Christian Lecomte          | DVG,      | Conseiller d'orientation, Psychologue |

### Jumelages

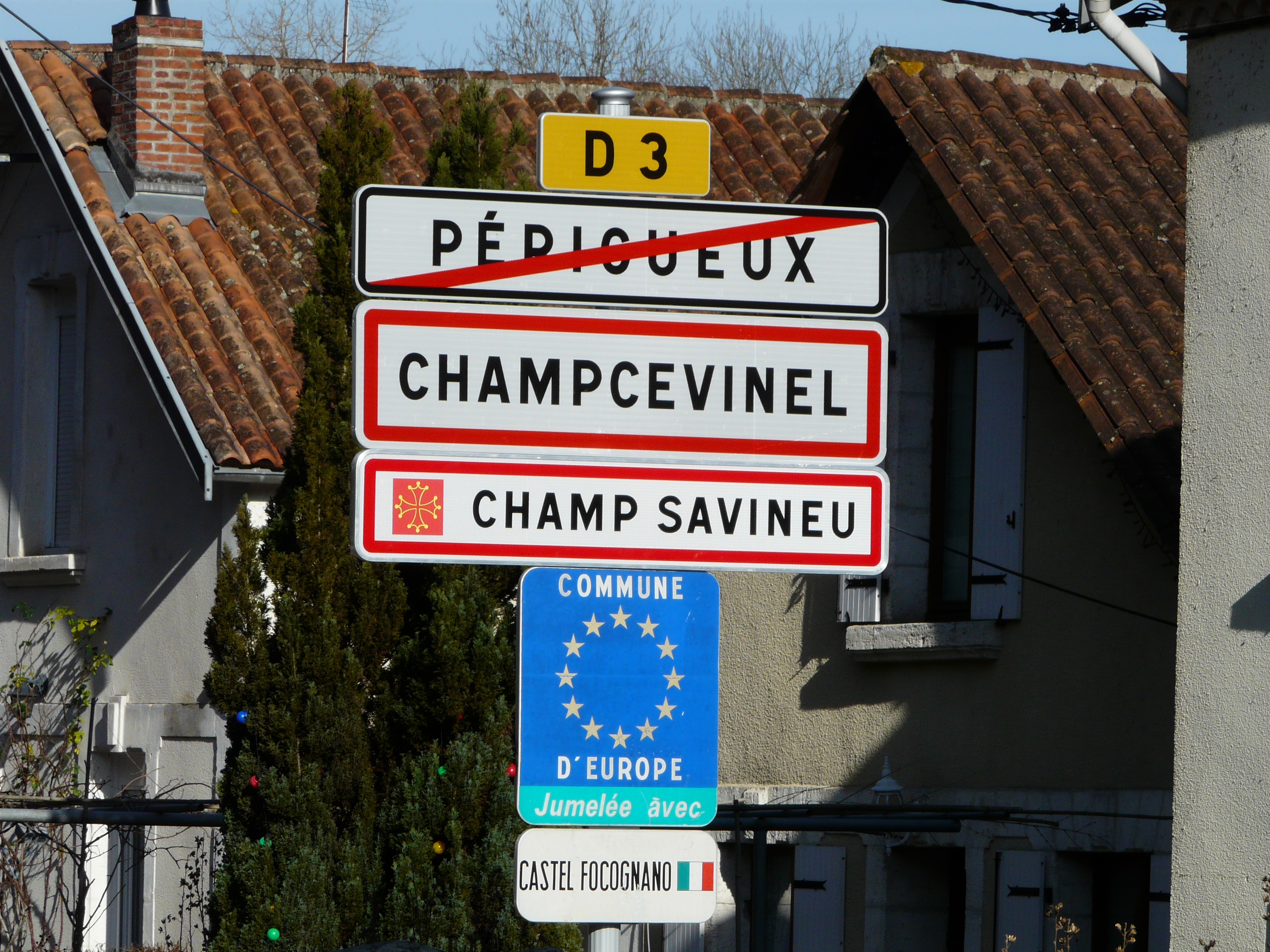
Champcevinel : panneau d'entrée en franco-occitan et de jumelage.

- Castel Focognano (Italie) depuis 1992[44]

## Équipements et services publics

### Justice
Dans le domaine judiciaire, Champcevinel relève : 
- du tribunal judiciaire, du tribunal pour enfants, du conseil de prud'hommes et du tribunal de commerce de Périgueux ;
- du pôle Nationalité du tribunal judiciaire de Périgueux (compétent uniquement dans le domaine de la nationalité) ;
- de la cour d'appel, du tribunal administratif et de la  cour administrative d'appel de Bordeaux.

## Population et société

### Démographie
L'évolution du nombre d'habitants est connue à travers les recensements de la population effectués dans la commune depuis 1800. Pour les communes de moins de 10 000 habitants, une enquête de recensement portant sur toute la population est réalisée tous les cinq ans, les populations de référence des années intermédiaires étant quant à elles estimées par interpolation ou extrapolation. Pour la commune, le premier recensement exhaustif entrant dans le cadre du nouveau dispositif a été réalisé en 2007.

En 2022, la commune comptait 3 077 habitants, en évolution de +7,59 % par rapport à 2016 (Dordogne : +0,37 %, France hors Mayotte : +2,11 %).
| 1800 | 1806 | 1821 | 1831 | 1836 | 1841 | 1846 | 1851 | 1856 |
| ---- | ---- | ---- | ---- | ---- | ---- | ---- | ---- | ---- |
| 816  | 801  | 818  | 681  | 852  | 864  | 766  | 800  | 834  |

| 1861 | 1866 | 1872 | 1876 | 1881 | 1886 | 1891 | 1896 | 1901 |
| ---- | ---- | ---- | ---- | ---- | ---- | ---- | ---- | ---- |
| 836  | 800  | 777  | 781  | 801  | 810  | 760  | 701  | 684  |

| 1906 | 1911 | 1921 | 1926 | 1931 | 1936 | 1946 | 1954 | 1962 |
| ---- | ---- | ---- | ---- | ---- | ---- | ---- | ---- | ---- |
| 684  | 690  | 563  | 594  | 607  | 626  | 668  | 666  | 914  |

| 1968  | 1975  | 1982  | 1990  | 1999  | 2006  | 2007  | 2012  | 2017  |
| ----- | ----- | ----- | ----- | ----- | ----- | ----- | ----- | ----- |
| 1 127 | 1 359 | 1 697 | 2 208 | 2 335 | 2 467 | 2 486 | 2 782 | 2 880 |

| 2022  | - | - | - | - | - | - | - | - |
| ----- | - | - | - | - | - | - | - | - |
| 3 077 | - | - | - | - | - | - | - | - |

### Sports
- En 2022, en cyclisme, Champcevinel est ville-départ de la 2e étape du Tour du Limousin-Périgord-Nouvelle-Aquitaine, qui se termine à Ribérac, après 184,5 km de course[49].

### Manifestations culturelles et festivités
- Fête votive le week-end du troisième dimanche de mai[50].
- La 15e édition du salon « Livre en fête » s'effectue en juin 2024 avec la présence de 60 auteurs[51].

## Économie

### Emploi
L'emploi est analysé ci-dessous selon qu'il affecte les habitants de Champcevinel ou qu'il est proposé sur le territoire de la commune.

#### L'emploi des habitants
En 2018, parmi la population communale comprise entre 15 et 64 ans, les actifs représentent 1 310 personnes, soit 44,9 % de la population municipale. Le nombre de chômeurs (114) a augmenté par rapport à 2013 (93) et le taux de chômage de cette population active s'établit à 8,7 %.

#### L'emploi sur la commune
Fin 2018, la commune offre 450 emplois pour une population de 2 915 habitants. Le secteur administratif (administration publique, enseignement, santé, action sociale) prédomine avec 41,5 % des emplois devant le secteur tertiaire avec 37,1 %.
Répartition des emplois par domaines d'activité
|                     | Agriculture | Industrie | Construction | Commerce, transports et services | Administration publique, enseignement, santé, action sociale |
| ------------------- | ----------- | --------- | ------------ | -------------------------------- | ------------------------------------------------------------ |
| Nombre d'emplois    | 5           | 10        | 81           | 167                              | 187                                                          |
| Pourcentage         | 1,1 %       | 2,2 %     | 18,1 %       | 37,1 %                           | 41,5 %                                                       |
| Source des données. |             |           |              |                                  |                                                              |

### Établissements
Au 31 décembre 2015, la commune compte 196 établissements, dont 127 au niveau des commerces, transports ou services, vingt-neuf relatifs au secteur administratif, à l'enseignement, à la santé ou à l'action sociale, vingt-trois dans la construction, dix dans l'industrie, et sept dans l'agriculture, la sylviculture ou la pêche.

### Entreprises
Dans le secteur des services, parmi les entreprises dont le siège social est en Dordogne, la société « In extenso Dordogne » (activités comptables) située à Champcevinel se classe en 29e position quant au chiffre d'affaires hors taxes en 2015-2016, avec 4 446 k€.
L'entreprise « Périgord bois » a été créée en 1922 à Périgueux avant de s'installer à Champcevinel en 1976 ; rebaptisée « La Maison Périgord », elle emploie 40 personnes en 2021.

## Culture locale et patrimoine

### Lieux et monuments
- Le château de Borie-Petit, XVe et XVIIe siècles, inscrit aux monuments historiques, aujourd'hui centre équestre,
- Le château de Borie-Brut, XVIIe siècle, fortement retouché, actuellement centre de loisirs,
- Le château de Vigneras, XVIIIe siècle

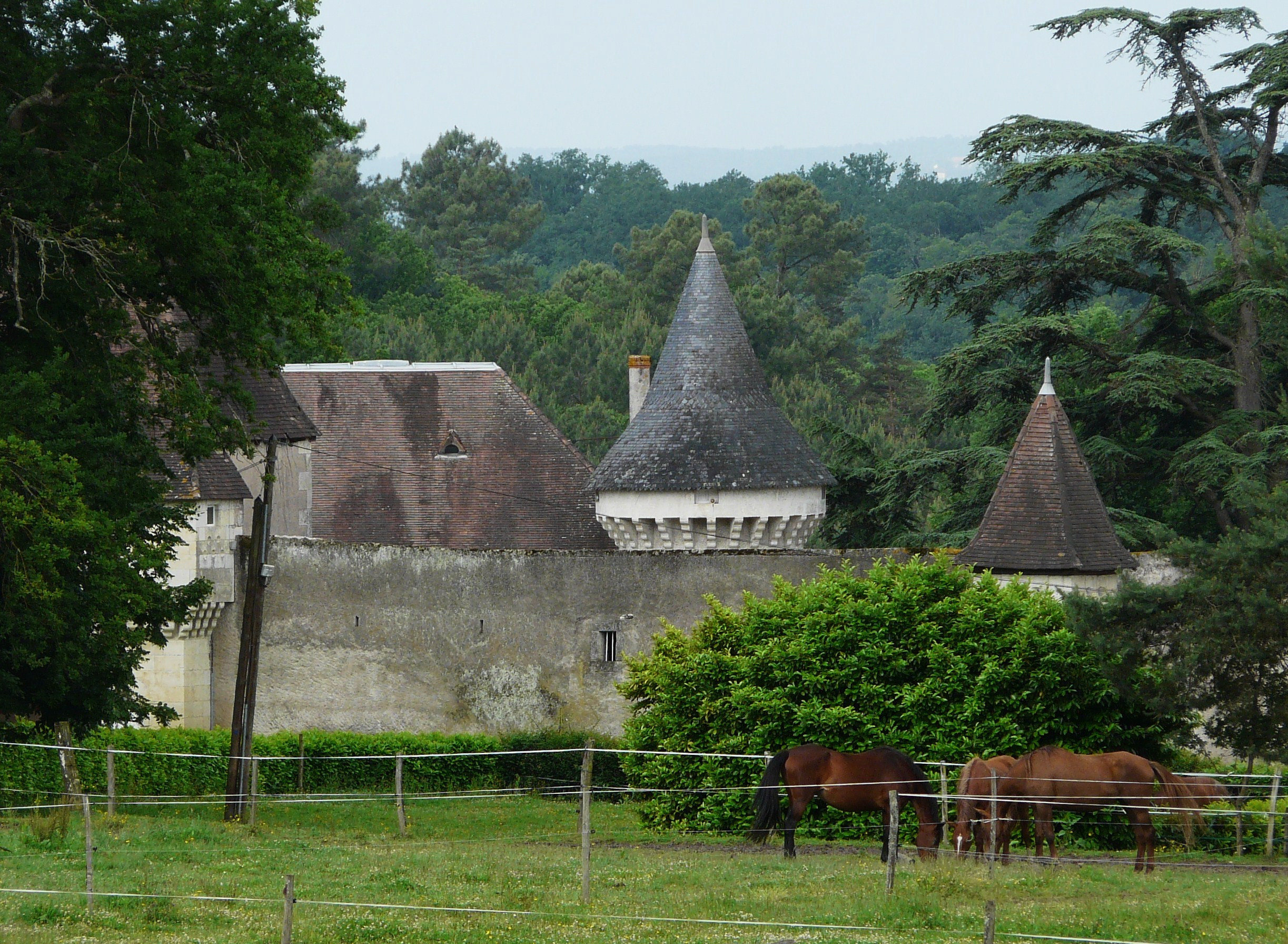
Le château de Borie-Petit vu de l'est.
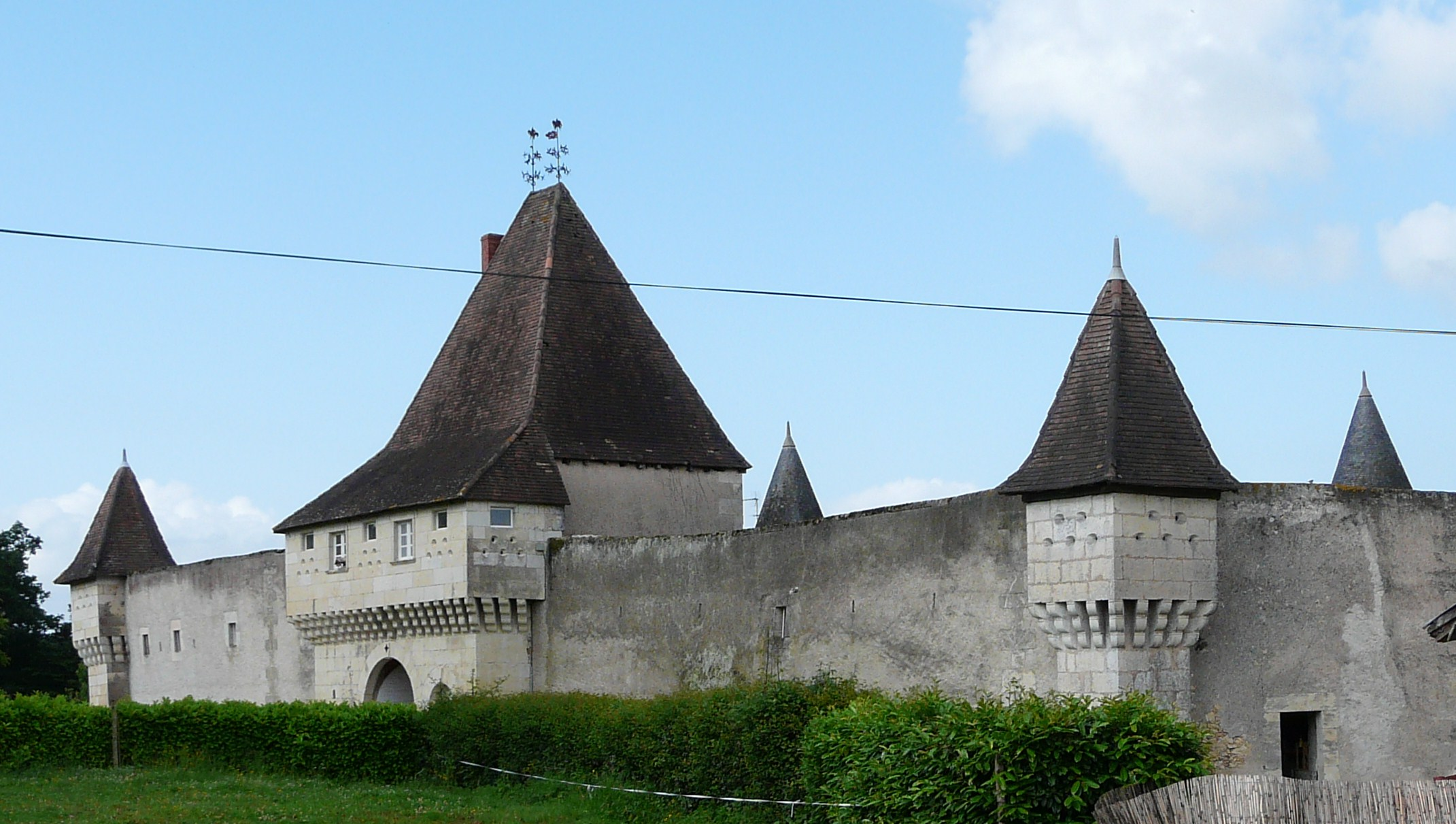
Le château de Borie-Petit vu du nord-est.
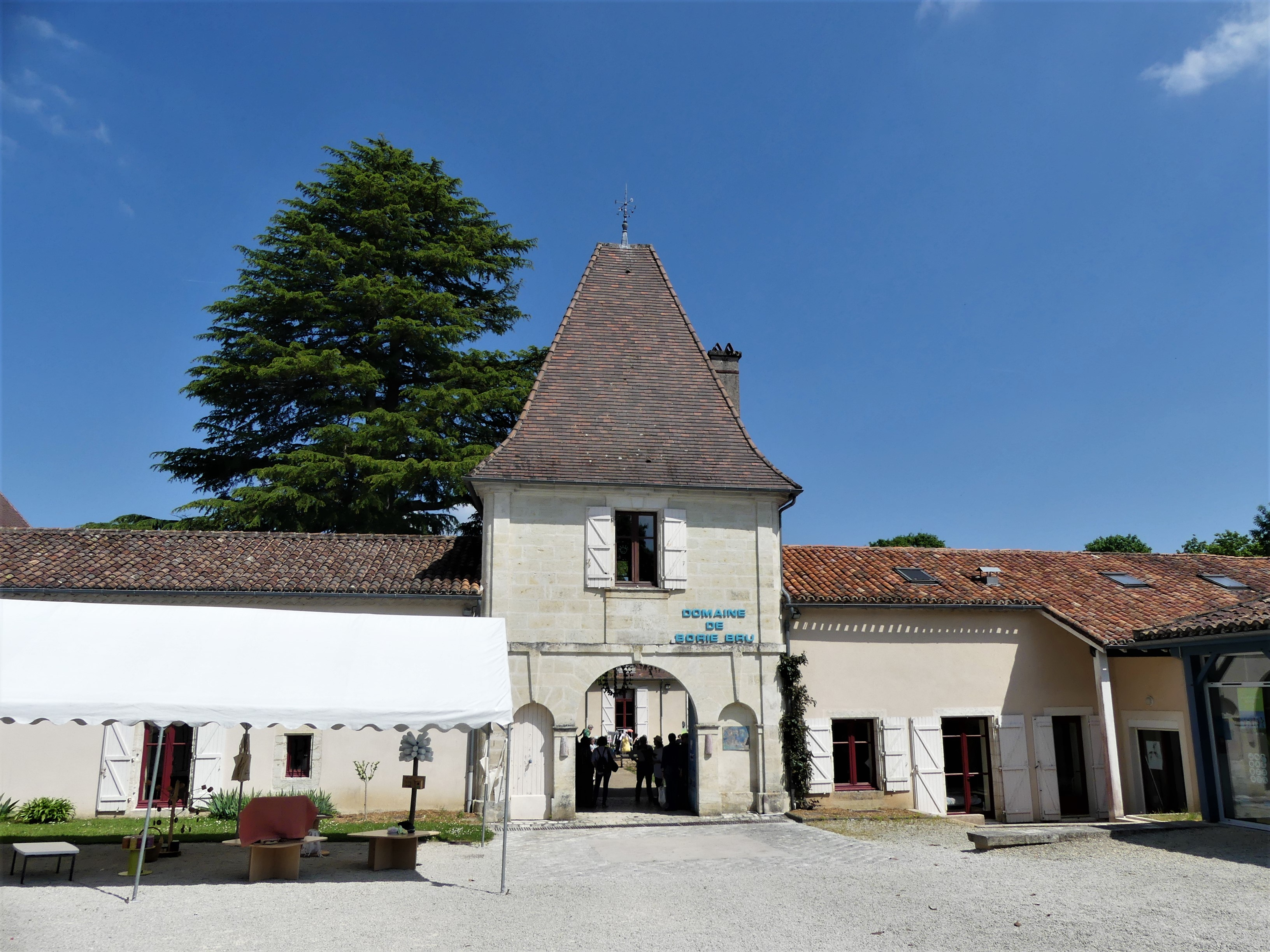
L'entrée du château de Borie-Brut.
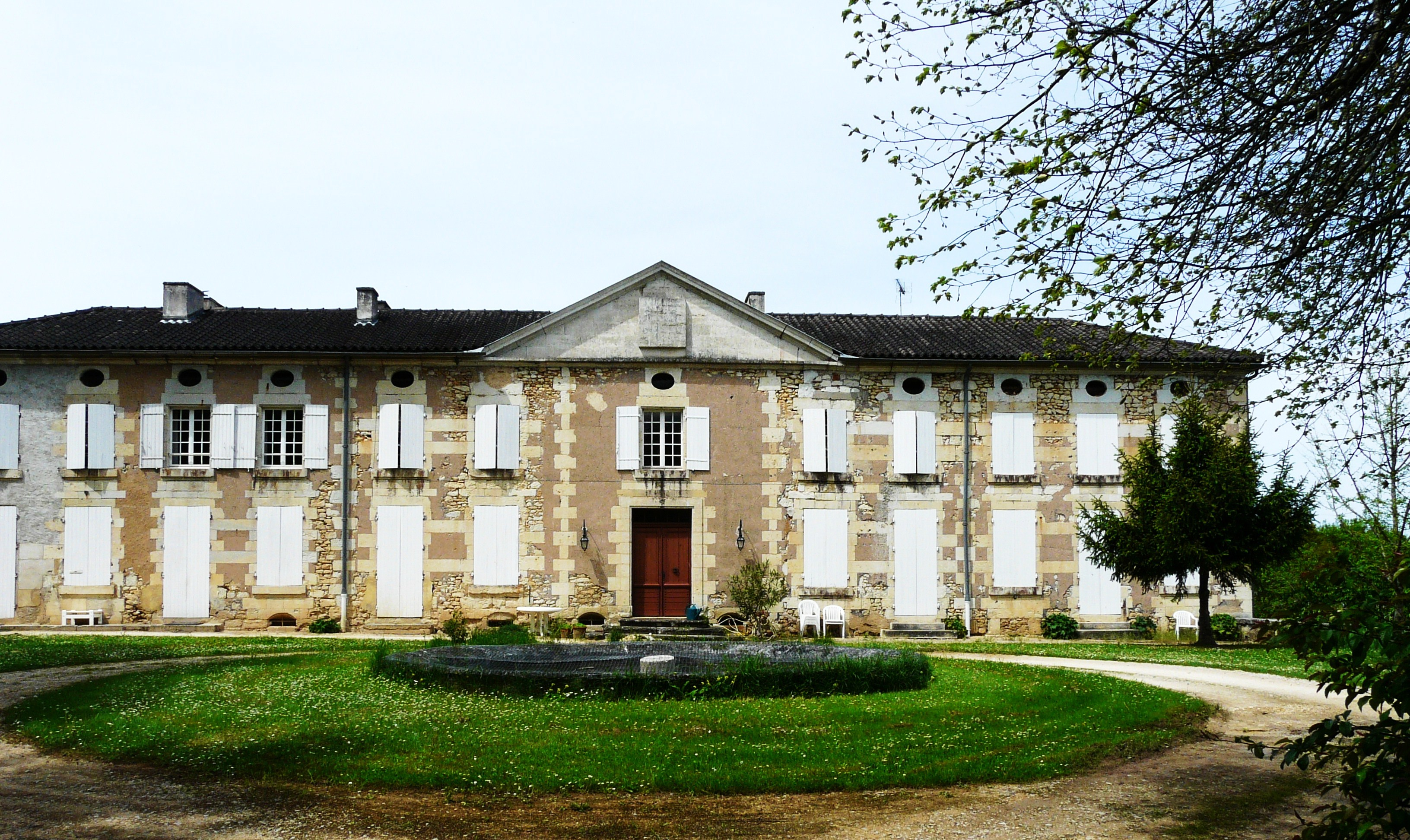
Le château de Vigneras, façade avant.
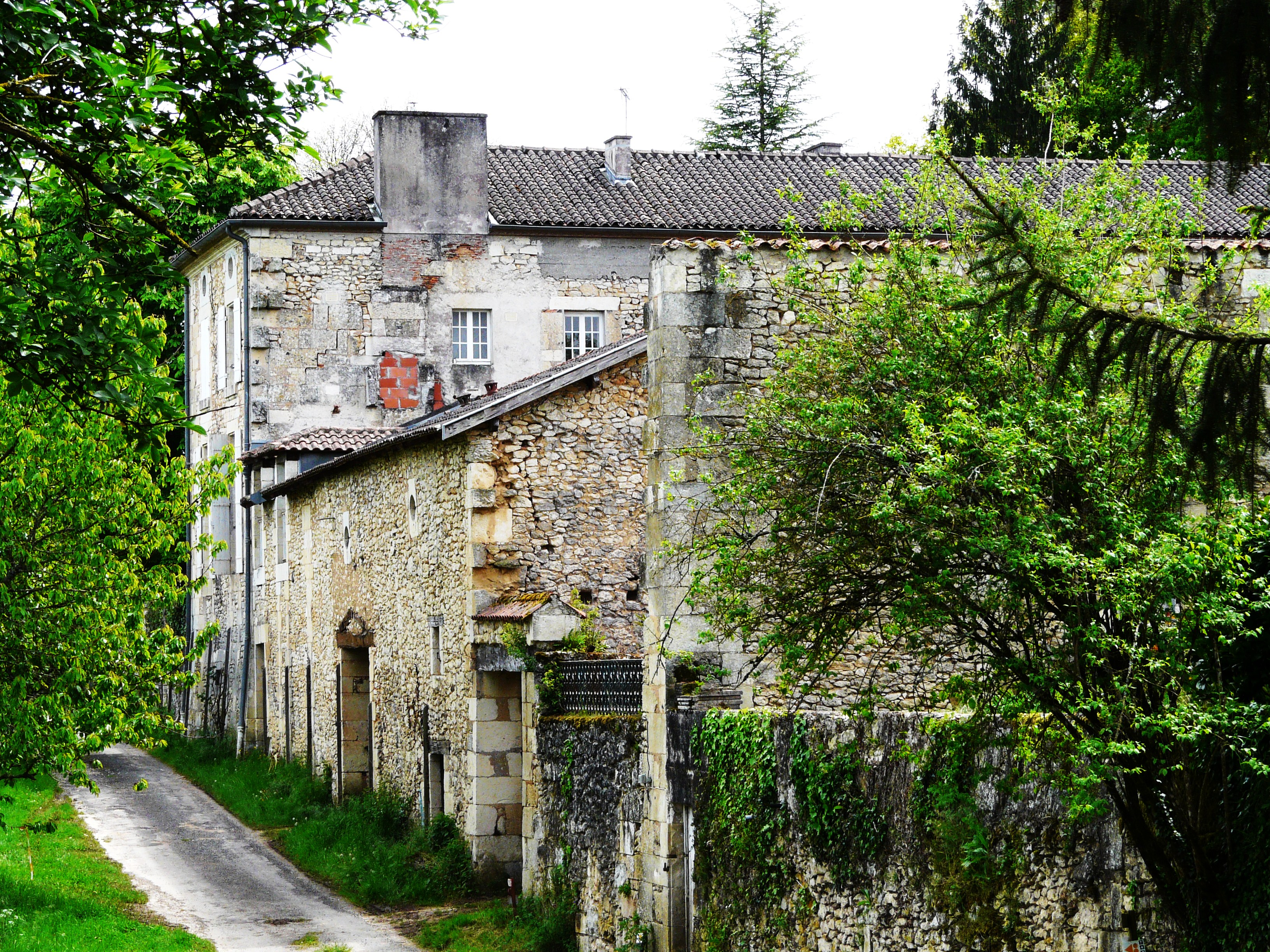
Le château de Vigneras, façade arrière.

- L'église Saint-Marc, construite de 1874 à 1877
- À côté de l'église, la bibliothèque (ancienne demeure de l'intendant de la seigneurie de Champcevinel) et le centre socioculturel (ancien presbytère) datent tous deux du XVIe siècle,
- Le manoir de Boisset, XVIe siècle.

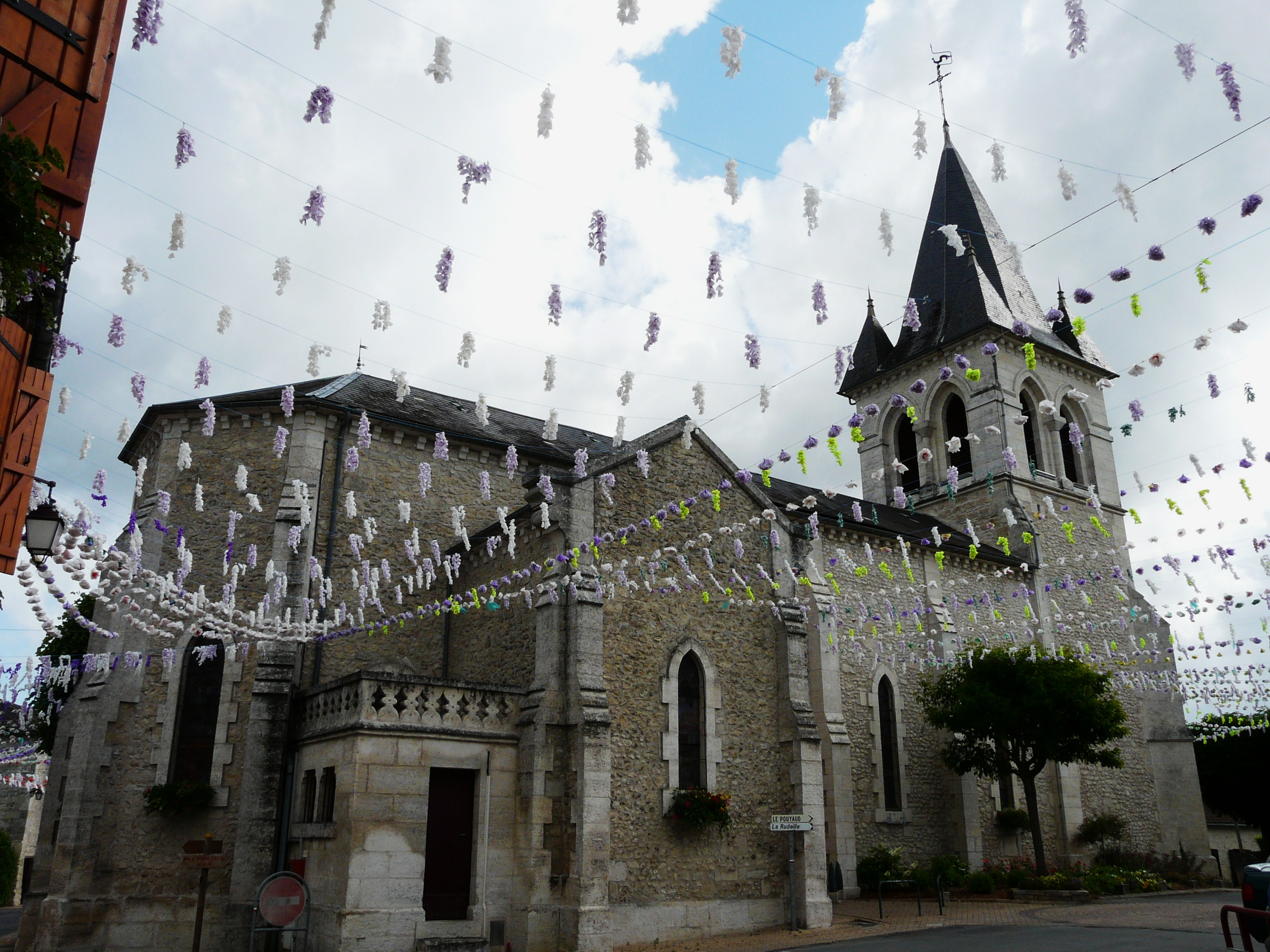
L'église Saint-Marc vue du sud-ouest.
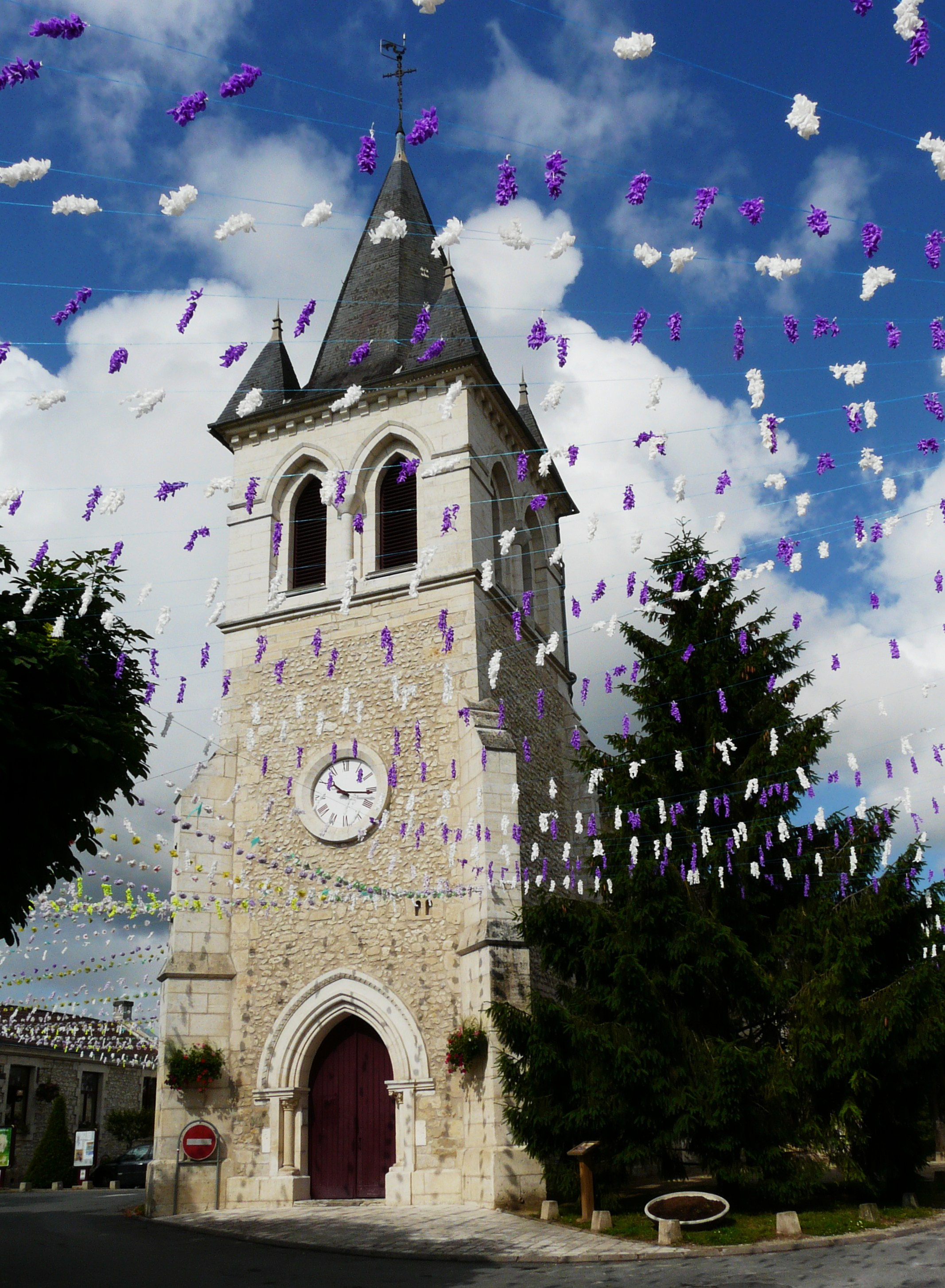
L'église Saint-Marc vue du nord-est.
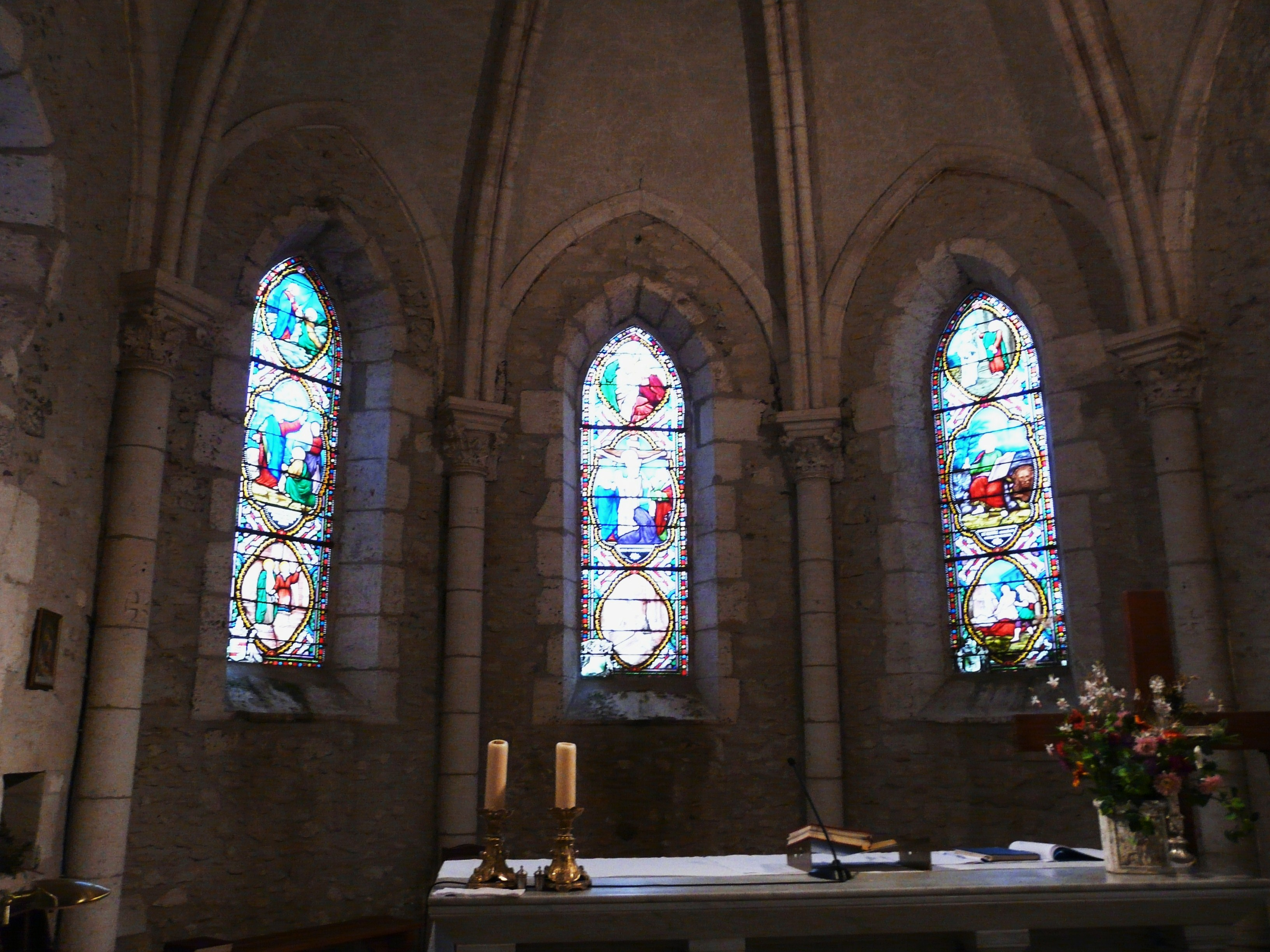
L'abside et ses vitraux.
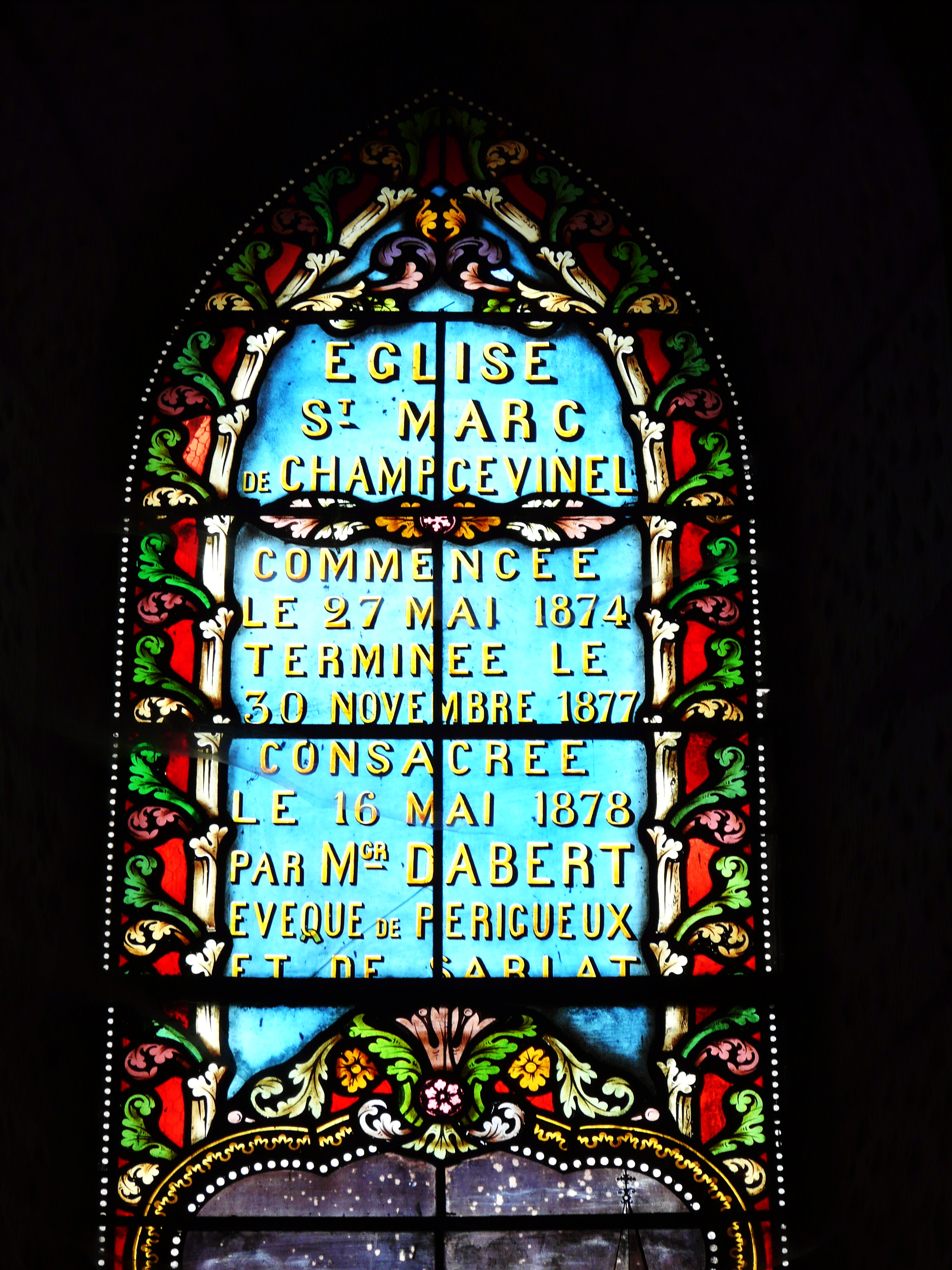
Partie supérieure d'un vitrail relatant la construction de l'église.
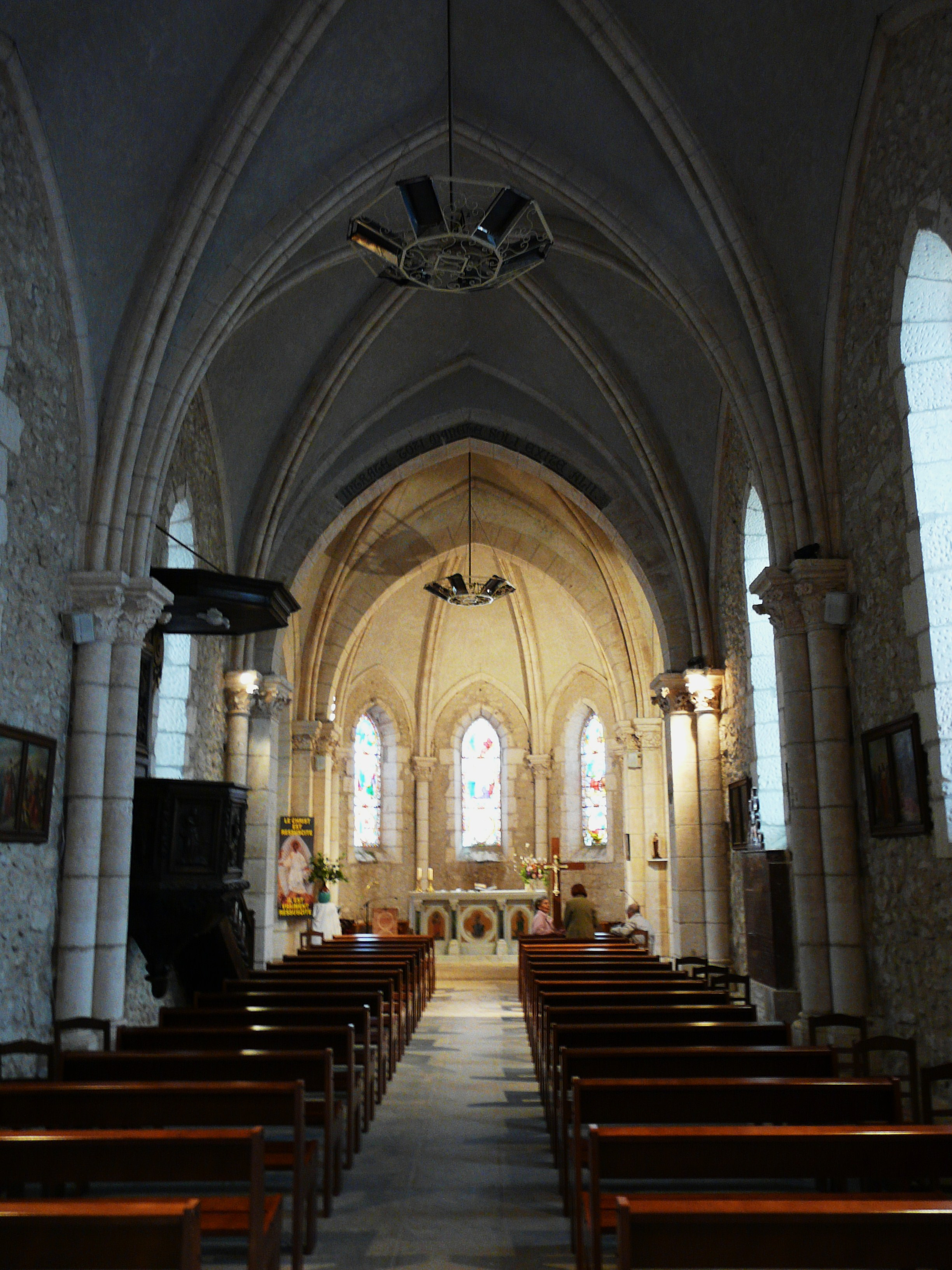
La nef de l'église.
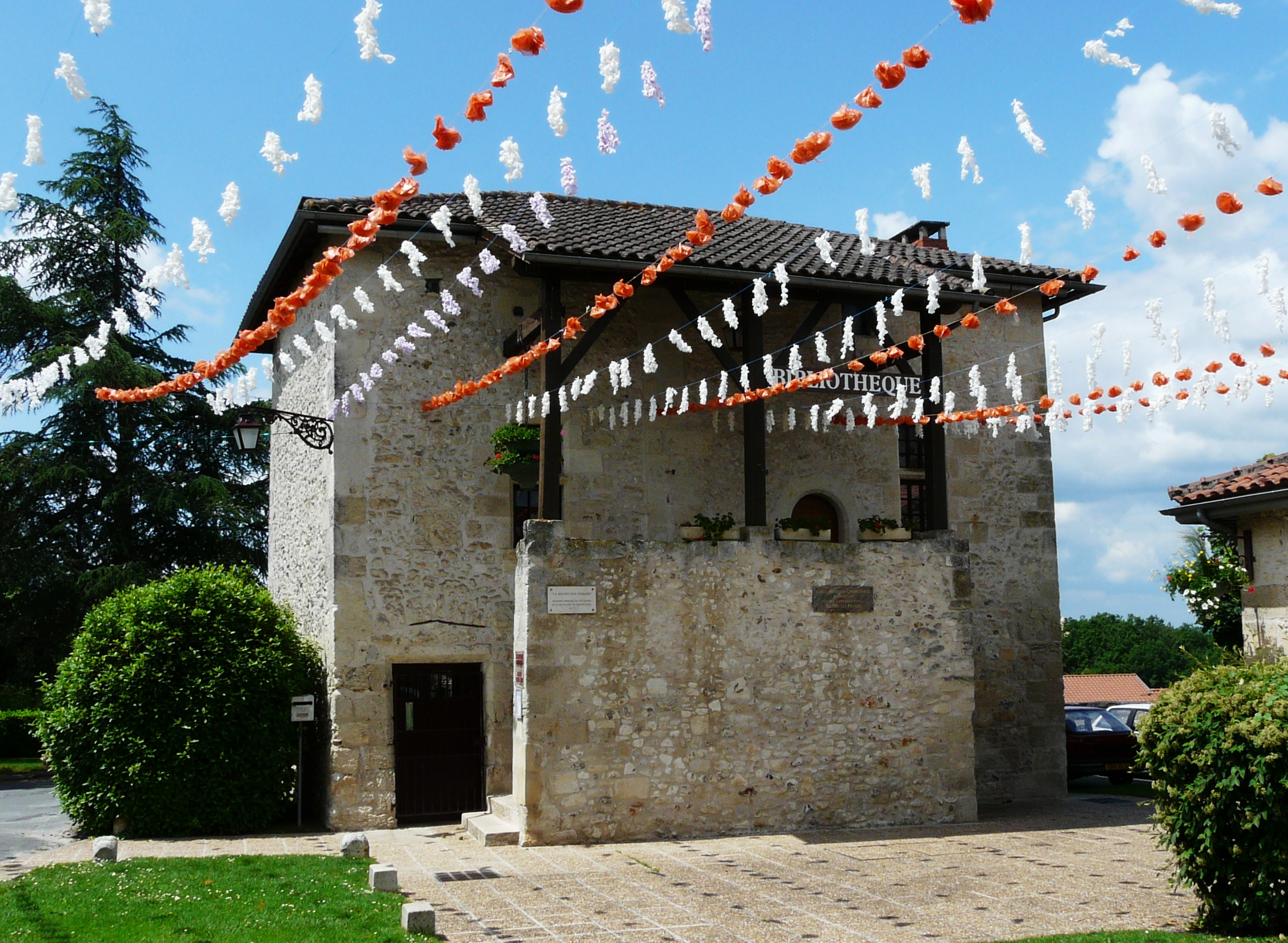
L'ancienne demeure de l'intendant.
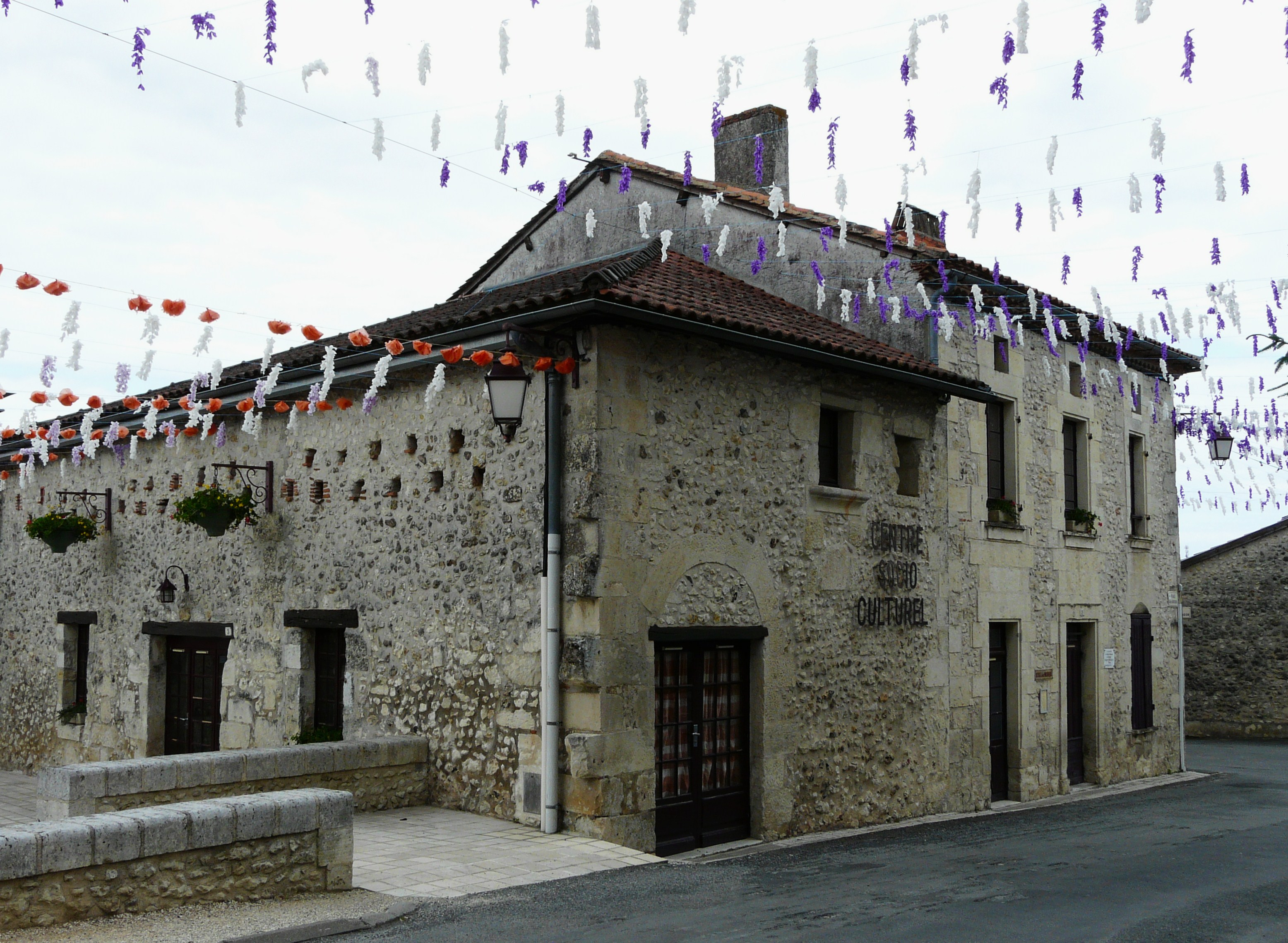
L'ancien presbytère.
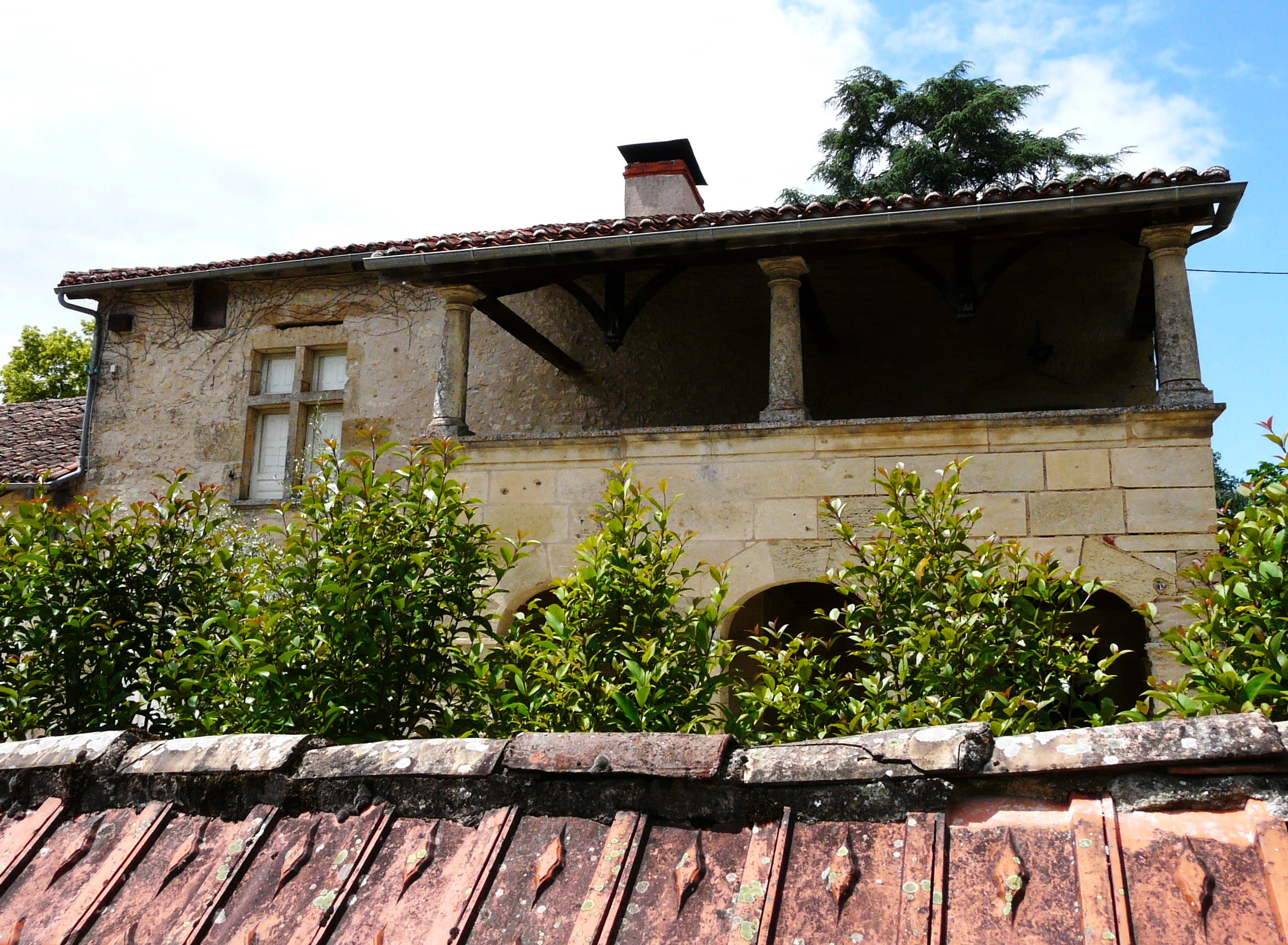
Le manoir de Boisset.

Contrairement à ce qui est indiqué dans le Dictionnaire des châteaux du Périgord, le château de Barbadeau se trouve sur le territoire de Périgueux et non pas sur celui de Champcevinel.

### Personnalités liées à la commune
- Noël Colombier (1932-2017), auteur-compositeur-interprète  né sur la commune.

### Héraldique
| Blason de Champcevinel | Blason  | D'azur à la foi d'argent, mouvant des flancs et enserrant un châtaignier d'or fruité au naturel de douze pièces ordonnées 1,2,4 et 5. |
| Blason de Champcevinel | Détails | Un châtaignier tenu par deux mains serrées qui symbolisent l'amitié. Le châtaignier a contribué à procurer un certain confort aux paysans et à améliorer l'ordinaire lors des périodes difficiles de leur vie. Douze fruits représentant les douze mois de l'année Le statut officiel du blason reste à déterminer. |

## Pour approfondir